# 1er régiment de dragons (France)
Le 1er régiment de dragons (1er RD) est une unité de cavalerie de l'armée française, créé sous la Révolution à partir du régiment Royal dragons, un régiment de cavalerie français d'Ancien Régime et dissous en 1997.

## Création et différentes dénominations
- 14 juin 1656 : Le comte Raimondo Montecuccoli qui désire passer au service de la France envoie quatre compagnies de dragons allemands sous les ordres de son compatriote italien le comte César degli Oddi qui prend le nom de dragons étrangers du Roi
- 1688 : le régiment est dédoublé en deux régiments, Royal-dragons et Colonel-Général
- 1791 : à la Révolution, tous les régiments sont renommés en fonction de leur arme, et prennent un numéro d’ordre suivant leur ancienneté. Royal Dragons est renommé 1er régiment de dragons
- 1811 : transformé en 1er régiment de chevau-légers lanciers, le 1er dragons disparait et le no 1 devient vacant.
- 1815 : Création du régiment de dragons du Calvados (no 1)
- 1825 : renommé 1er régiment de dragons
- 1831 : renommé 1er régiment de dragons d'Orléans
- 1848 : renommé 1er régiment de dragons
- 1919 : dissous
- 1924 : reformé sous le nom de 1er régiment de dragons
- 1929 : dissous, recréé avec les éléments du 1er groupe de chasseurs cyclistes (1re DC) et du 1er régiment de dragons sous le nom de 1er bataillon de dragons portés
- 1937 : devient 1er régiment de dragons portés
- 1940 : dissous
- 1945 : reformé sous le nom de 1er régiment de dragons
- 1946 : dissous
- 1951 : reformé sous le nom de 1er régiment de dragons
- 1962 : dissous (à partir du 3e régiment de hussards de retour d'Algérie[pas clair])
- 1963 : reformé sous le nom de 1er régiment de dragons
- 1997 : dissous

## Chefs de corps
- 21 septembre 1788 :  Claude-Antoine-Gabriel duc de Choiseul-Stainville[1] ;
- 21 octobre 1791 : David-Maurice de Barreau-Champoulies de Muratel, général de brigade en 1792[1] ;
- 13 septembre 1792 : Louis de Tolozan, général de brigade en 1793[1] ;
- 8 mars 1793 : Louis-Charles-François-Benoît du Blaisel[1] ;
- 21 mars 1797 : Jean-Baptiste-Théodore Vialanes, général de brigade en 1803[1] ;
- 31 août 1803 : Jean-Thomas Arrighi de Casanova, général de division en 1809[1] ;
- 19 juin 1806 : Stanislas-Marie-Joseph-Ignace-Laurent d'Oullenbourg), général de brigade en 1807[1] ;
- 5 avril 1807 : Paul Dermoncourt, général de brigade en 1813[1] ;
- 5 août 1813 : Baron Jean-Baptiste-Nicolas Jacquinot[1] ;
- 28 mars 1815 : Dubessy (N.)[1].

- 1815 : Général-Comte Eugène Gabriel Louis d'Hautefeuille
- 1819 : Dérivaux
- 1830 : Puissant de Suzainnecourt
- 1831 : Thomas
- 1832 : Duport de Saint-Victor
- 1832 janvier : Y de Résigny
- 1868 : Alphonse Benoît Forceville
- 1871 : Félix Eugène Letourneur
- 1887 : Étienne Teillard
- 1893-1896 : Émile Darricau
- 1896-1901 : Louis Benoit "Armand" Papillon[2]
- 1907 : du Bahuno de Liscoet
- 1940 : Henri Roger Marie Méric de Bellefon[3]
- 1955 : Hubert de Maupeou d'Ableiges
- 1957 : Louis de Maupeou d'Ableiges
- 1960 : Agnès
- 1963 : Poirier
- 1963 : Chevant
- 1965 : O'Mahony
- 1967 : Dupont de Dinechin
- 1969 : Mehu
- 1970 : Doussau
- 1973 : Lecouffe
- 1975 : Fayolle
- 1977 : Roux
- 1979 : de Germay
- 1981 : Faure
- 1983 : Hussenot de Senonges
- 1985 : Ossent
- 1987 : Durand
- 1989 : Drion
- 1991 : Roumain de la Touche
- 1993 : de Labarthe
- 1995 : Deschard

## Historique des garnisons, batailles et combats du1errégimentde dragons

### Guerres de la Révolution et de l’Empire
- 1791
  - Le 21 juin, il est basé à Commercy et doit aider à la fuite de Louis XVI, qui échoue à Varennes.
- 1792
  - 1er décembre : Armée de la Moselle, expédition de Trèves
- 1799
  - Bataille de Stockach
- 1806 : Campagne de Prusse et de Pologne
  - 14 octobre : Bataille d'Iéna
- 1807 : Corps d'observation de la Gironde
- 1808 : Armée de Portugal - Guerre d'indépendance espagnole

### De 1871 à 1914
- 1871 1874 : garnison à Fontainebleau
- 1876 1891 : garnison à Gray (Haute-Saône)
- 1897 - 1914 : garnison à Joigny

### Première Guerre mondiale

#### Ordre de bataille initial
Le 1er régiment de dragon est membre, avec le 3e régiment de dragons, de la 9e brigade de dragons commandée par le général de Sailly.
La 9e brigade de dragons fait partie de la 9e division de cavalerie (4e armée) sous les ordres du général de Lespée.

#### 1914

##### août
Le 1er août 1914, le 1er régiment de dragons, alors en garnison à Luçon et aux Sables-d'Olonne, reçoit l'ordre de mobilisation. L'annonce est accueillie avec enthousiasme par les soldats, désireux de se porter à la rencontre de l'ennemi.
Le 3 août, le régiment embarque et les quatre convois ferroviaires arrivent le 5 à Mussey, près de Bar-le-Duc, avant de se rassembler en cantonnement à Rumont. Le 7 août, le régiment se dirige au nord, longeant la lisière est de l'Argonne, puis la Meuse.
Le 10 août, le régiment essuie son baptême du feu près de Longuyon. L'escadron du capitaine Bossut, en reconnaissance, signale la présence d'une division de cavalerie ennemie dans la région de Villette-Marville. Les forces allemandes tiennent le bois de Marville, que la 9e Division attaque. Les mitrailleuses du 1er régiment de Dragons ouvrent le feu, faisant reculer l'ennemi vers Colmey. Plus tard, l'ennemi revient en force, mais deux charges successives du lieutenant de Marancour arrêtent leur avance, permettant à la 16e brigade de Dragons de se dégager. Le même jour, le sous-lieutenant Bayol est mortellement blessé, devenant le premier tué du régiment.
Du 12 au 17 août, le régiment effectue plusieurs reconnaissances, notamment vers Carignan, Neufchâteau, l'abbaye d'Orval (en Belgique), Virton et Ethe. Ces actions mènent à divers engagements, dont un combat à pied de l'escadron du capitaine Pastourel près de l'abbaye d'Orval et un autre au Pin, où le sous-lieutenant de Vaux est grièvement blessé et le maréchal des logis Guillois est tué.
Le 18 août, le régiment est engagé dans un combat d'artillerie près de Jamoigne, et le 20, la division se porte sur Neufchâteau. Le régiment, en avant-garde, trouve Neufchâteau libre, mais les villages à l'est sont tenus par l'ennemi. La 9e Division de cavalerie attaque et oblige l'adversaire à déployer une brigade d'infanterie qui engage le combat. Dans une situation critique, l'escadron du capitaine Pastourel combat à pied au pont du chemin de fer d'Hamipré, permettant à la brigade de se replier sur Neufchâteau.
À partir du 23 août, le 1er régiment de dragons entame la retraite, repassant la frontière au nord-ouest de Sedan et se portant sur Warnécourt. Le 25, il effectue un crochet de 30 kilomètres au nord-ouest de Rocroy, qu'il défend avec un détachement belge. Le 27, il redescend sur la Vence, au sud de Mézières, après un combat à Saint-Marcel près de Charleville. Le 28, il tient les passages de la Meuse entre Mézières et Donchery, puis se retrouve près de Novion-Porcien. Les 29, 30 et 31 août, le régiment couvre la retraite sur Rethel, empêche l'ennemi de déboucher de Château-Porcien et Thuisy, et de passer l'Aisne, avant de se porter vers Reims.

##### septembre
Le 1er septembre, le régiment reconnaît la région de Neufchâtel-sur-Aisne et Proviseux, avant de poursuivre sa retraite. Le 2 septembre, il atteint la Suippe à Orainville, le 3 la Vesle à Beaumont, le 4 la Marne à Châlons, et le Coole à Coolus.   
Après un combat d'arrière-garde dans la région de Mourmelon, près du camp de Châlons, le régiment continue de couvrir la retraite de l'infanterie dans une région boisée de sapins, déjouant les tentatives ennemies de s'infiltrer. Le 4 septembre, les mitrailleuses du 1er Dragons arrêtent la progression ennemie dans le bois de Cheniers, subissant des pertes.   
Le 5 septembre, le régiment se trouve à Sommesous. Le 6, il couvre le flanc droit de la division en marche sur Mailly, et le sous-lieutenant Merat capture un prisonnier d'une patrouille ennemie. Le 7, le régiment défend à pied la voie ferrée au sud de Sommesous, en attendant l'arrivée de l'infanterie de la 20e division d'infanterie (division Joppé).   
Cependant, la division Joppé se révèle insuffisante pour contenir l'ennemi, et les cavaliers du 1er régiment de dragons l'aident à défendre les crêtes au nord de Mailly pendant toute la journée du 8. Le 9, la division Joppé abandonne Mailly à 2 heures du matin et se retire vers Arcis-le-Ponsart. Le régiment occupe alors seul Mailly-le-Camp, défendant le village sous un feu intense et organisant les lisières défensives sans aucun renfort. À 15 heures, le régiment reçoit l'ordre de se replier sur Allibaudières, à plus de 20 kilomètres au sud, et atteint Granville à 17 heures. Là, l'ordre d'offensive générale du général en chef est annoncé.   
Le régiment fait demi-tour et atteint l'Arbre de la Justice au sud de Mailly à la tombée de la nuit. Le 10, il repart à l'avant-garde et traverse Mailly, que l'ennemi a peu occupé. À 16h30, le 1er Dragons est chargé de se porter au nord de Sommesous et de le contourner par l'est. Une heure et demie plus tard, il atteint la route nationale Paris-Vitry près de Sommesous, s'étant infiltré entre deux colonnes ennemies à travers les bois. À la nuit, le colonel suit une patrouille lancée sur Sommesous, fortement tenue par les Allemands. La position du régiment au nord-est de Sommesous étant intenable sous le bombardement, il regagne Mailly de nuit à travers bois.   
Le 11, la marche en avant reprend. Le 12, le régiment retraverse la Marne à Saint-Germain et atteint Somme-Vesle, délogeant les forces allemandes après une progression de plus de 25 kilomètres. Le 13, la poursuite continue vers Suippes, qui est fortement occupé. L'escadron du capitaine Sartout enlève à pied la voie ferrée entre Somme-Suippe et Somme-Tombe, puis le reste du régiment, chargeant au galop sous le feu, détermine la retraite ennemie de Somme-Suippe et de Suippe. Cependant, l'ennemi tient les hauteurs au nord de Suippe, rendant impossible le débouché du village, qui est solidement occupé par l'infanterie dans la soirée. Le 14, la division traverse le camp de Châlons et reste en expectative dans les environs jusqu'au 18, où le front se fixe progressivement dans la région.
Jusqu'au 8 octobre, le régiment stationne au sud et dans la forêt de Reims où il assure principalement un service de police.

##### octobre
À partir du 8 octobre le régiment, avec la 9e division de cavalerie, se porte vers Compiègne où il arrive le 13 octobre. Il en repart le 20, après avoir reçu quelques chevaux frais, et se dirige droit vers le Nord. Quelques jours après, il traverse à nouveau la frontière belge entre Steenvoorde et Poperinghe.   
L'objectif est d'atteindre Calais, où d'importantes forces allemandes arrivent sans discontinuer. Sous le feu de l'artillerie allemande, le régiment, à l'aide de l'infanterie territoriale, tient sa position en attendant les renforts du Corps expéditionnaire britannique.
Le 31 octobre, la 9e brigade de dragons du général de Sailly reçoit à la tombée de la nuit l'ordre de tenir les abords du canal d'Ypres vers Hollebeke entre les troupes françaises (80e régiment d'infanterie territoriale) et l'armée britannique (Force A indienne). Le village, le parc et le château d'Hollebeke sont fortement occupés par l'armée allemande. La brigade s'installe à peine et creuse des tranchées, que l'ennemi déclenche une attaque d'une violence extrême. Ses troupes d'assaut bousculent la force A indienne de l'armée britannique mal habituée au feu, se précipitent en masse compacte droit devant eux, et font fléchir les troupes françaises à gauche. La brigade se trouve ainsi débordée à droite et à gauche. Devant elle, le feu nourri qu'elle a ouvert sur les Allemands les arrête net. Le 1er régiment de Dragons s'organise pour tenir la partie droite du front de la brigade et, par ses tirs, parvient à empêcher les Allemands d'accentuer leur progression. Lors de ces combats, le régiment perd de nombreux hommes.

##### novembre
Le 1er novembre, la bataille continue dans les mêmes conditions que la veille. Le sous-lieutenant de Lanneau est tué au milieu de ses hommes, et beaucoup sont blessés.   
Le soir, des Anglais du BEF  viennent remplacer le 1er régiment de dragons. La 9e division de cavalerie repart plus au Nord et dès le 5, le régiment occupe les tranchées de Steenstrate. Il est relevé le 7 par le 19e bataillon de chasseurs à pied au moment d'une violente attaque allemande qu'il aide à arrêter.   
Du 10 au 17 novembre, le régiment réoccupe des tranchées sur la rive est du canal de l'Yser, entre Boezinge et Ypres. Il y reste sous un bombardement violent, repoussant plusieurs attaques allemandes. C'est là que, le 16, le régiment déplore la mort du capitaine Sartout.
Le 1er régiment de dragons reste dans la région jusqu'au 4 décembre.

##### décembre
Le 4 décembre, le 1er régiment de dragons est envoyé pour se reconstituer près de Saint-Pol dans le Pas-de-Calais. Du 31 décembre 1914 au 9 janvier 1915, il est engagé dans des combats au niveau des tranchées de la Fosse-Calonne.

#### 1916
- Affectation:
  - 39e Corps d'Armée de mai 1916 à juillet 1917

#### 1919
Le régiment est dissous dans le cadre des mesures de réorganisation de l'Armée.

### Entre-deux-guerres

#### De 1924 à 1929
Le régiment est recréé à Moulins en 1923, où il tient garnison jusqu'en 1929.

#### De 1929 à 1939

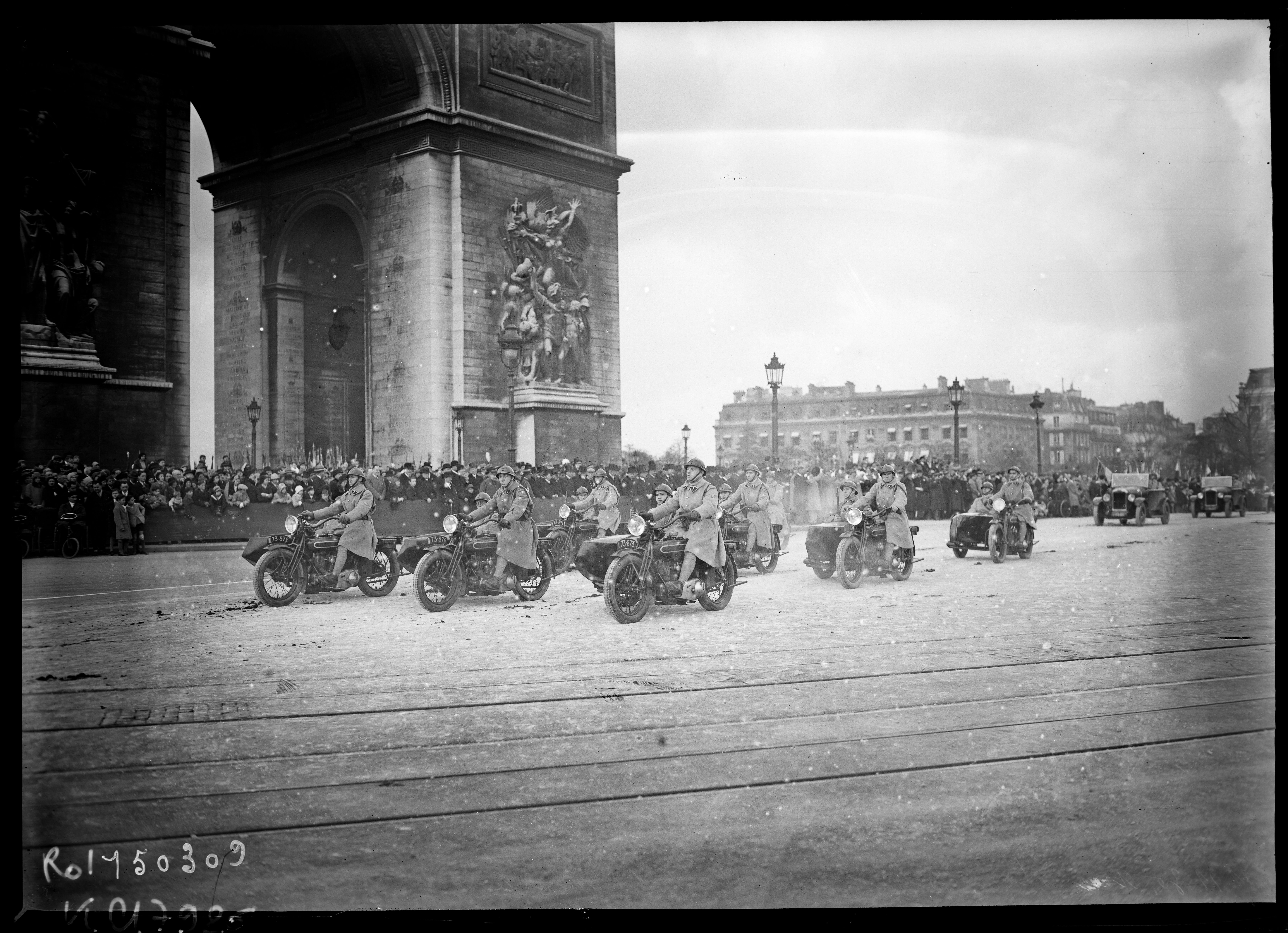
Défilés des motocyclistes du 1er BDP à Paris le 11/11/1930.

En 1929, le 1er régiment de dragons est dissous et forme le « 1er bataillon de dragons portés », qui remplace le groupe cycliste de la 1re division de cavalerie. Les bicyclettes sont remplacées au début des années 1930 par des semi-chenillés Citroën-Kégresse P19 (it) et des motos René Gillet type G. Le bataillon teste des nouveaux engins, comme en 1931 les blindés type N.
D'abord en garnison à Versailles, le 1er BDP rejoint en 1932 Saint-Germain-en-Laye. De 1933 à 1934 environ, le bataillon utilise quelques AMR Citroën-Kégresse P28.

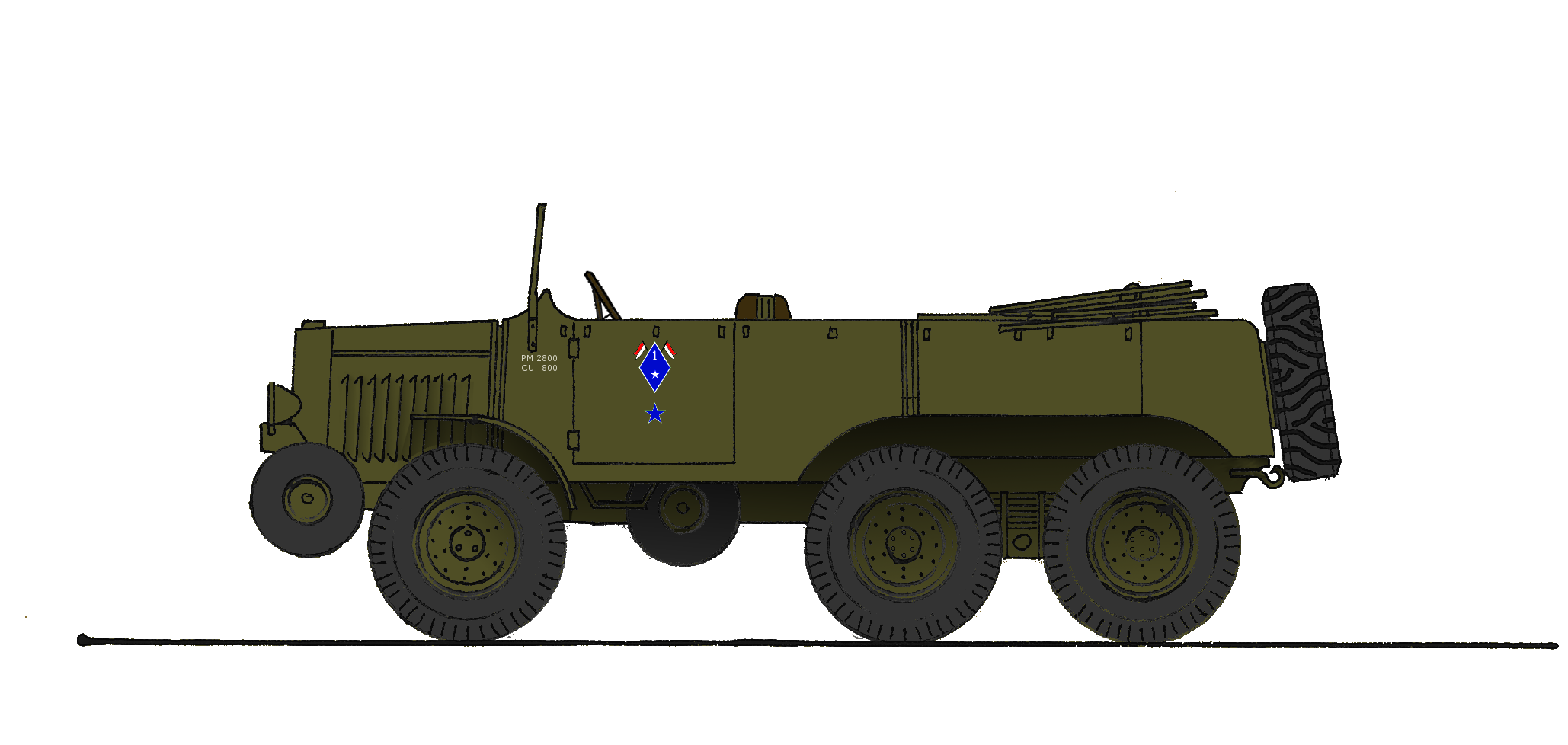
Profil d'une voiture de liaison tout-terrain Laffly S15 R du 1er RDP, vers 1936-1939.

En octobre 1936, le 1er régiment de dragons rejoint Pontoise et prend le nom de 1er régiment de dragons portés et entre en 1937 dans la composition de la 2e division légère mécanique. Cette année-là, les Citroën-Kégresse sont renforcées par des Laffly S20 TL (de). L'organisation du régiment est la suivante : un état-major, un escadron hors-rang et deux bataillons avec chacun un escadron mixte AMR/motos (avec des automitrailleuses AMR 35), deux escadrons de fusiliers-voltigeurs portés et un escadron de mitrailleuses et d'engins,.

### Seconde Guerre mondiale

#### Composition
Après la mobilisation, le régiment regroupe un état-major et trois bataillons avec chacun un escadron d'AMR (AMR 35), un escadron de fusiliers-voltigeurs motocyclistes, deux escadrons de fusiliers-voltigeurs portés et un escadron de mitrailleuses et d'engins portés. Les Citroën-Kégresse P19 d'avant-guerre ont toutes été remplacées par des Laffly S20TL,.
Le 1er RDP est un des éléments organiques de la 2e division légère mécanique (DLM) constituée du 23 août 1939 au 25 juin 1940. 

#### Mai 1940
- Bataille de Hannut (12-14 mai 1940)
- Bataille de Gembloux (14-15 mai 1940)
- Le régiment perd son matériel à Dunkerque.

#### Reconstitution
Le régiment est reconstitué début juin 1940 sur le format suivant, :
- Un escadron mixte automitrailleuses/motocyclistes (avec quelques AMR 35)
- Trois escadrons de fusiliers-voltigeurs portés sur GMC ACK 353
- Un escadron de mitrailleuses et d'engins sur Licorne V15T.

Il continue de combattre avec la 2e DLM.

### Depuis 1945
De 1945 à 1946 le régiment est recréé à Lunéville puis de 1951 à 1962, il est en garnison à Saumur.

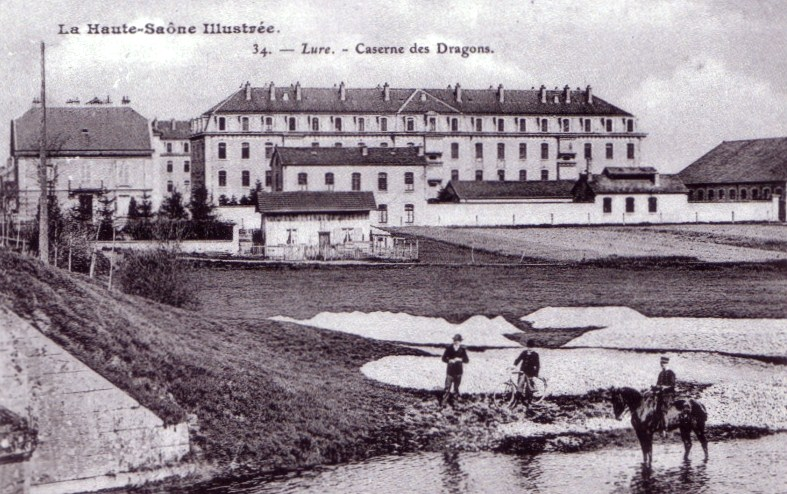
Carte postale des bâtiments de la caserne de Lure entre 1897 et 1914

À partir de 1963, le 1er régiment de dragons est en garnison à Lure (Haute-Saône). Avant sa dissolution en août 1997, le 1er régiment de dragons était composé de :
- trois escadrons comportant chacun quatre pelotons de quatre chars Char AMX 30B2 a refroidissement hydrostatique plus le char du capitaine, et un char pour le commandant du régiment, soit 52 chars en tout ; chacun de ces escadrons comportait également un peloton de protection,
- un escadron de commandement et de logistique (ECL) intégrant un peloton de dépannage, réparation et évacuation (PDRE), un peloton de circulation (ou peloton d'orientation, PO) intégrant la musique du régiment, un peloton de ravitaillement carburant-munitions (PRCM), un peloton de transmissions, le service de santé et l'état-major du régiment,
- un escadron de défense et d'instruction (EDI).

Au total, le régiment comportait 52 chars AMX-30 et une douzaine de chars AMX-10 P, plus 2 chars de dépannage AMX 30D et quelques VAB (Véhicules de l'Avant Blindé).

## Héraldique
Sous l'Ancien Régime, les dragons avaient des étendards de forme particulière appelés "guidons".
L'insigne du 1er dragons représente un guidon d'azur portant le monogramme couronné du roi Louis XIV qui créa le régiment en 1656 et lui donna douze ans plus tard le titre de "Royal".
L'échange de ce titre contre le numéro un, en 1791, inspire la devise inscrite dans le bas de l'insigne "Royal d'abord, premier toujours". L'ensemble est complété par les lances des dragons de 1914 et l'étoile d'argent des dragons portés de 1939.

## Étendard
Il porte, cousues en lettres d'or dans ses plis, les inscriptions suivantes :
- Valmy 1792
- Marengo 1800
- Austerlitz 1805
- Iena 1806
- Friedland 1807
- L'Yser 1914
- Picardie 1918

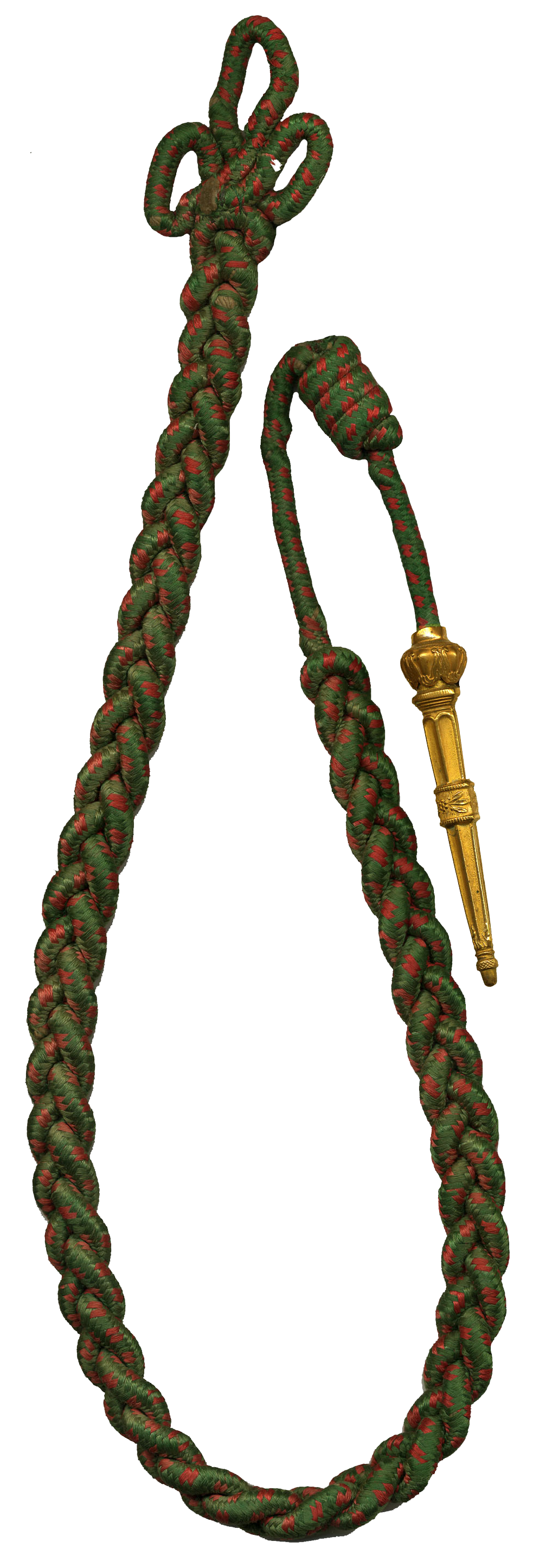
Fourragère aux couleurs du ruban de la croix de guerre 1914-1918

- Champagne 1918 (distinction du 1er groupe de chasseurs cyclistes)

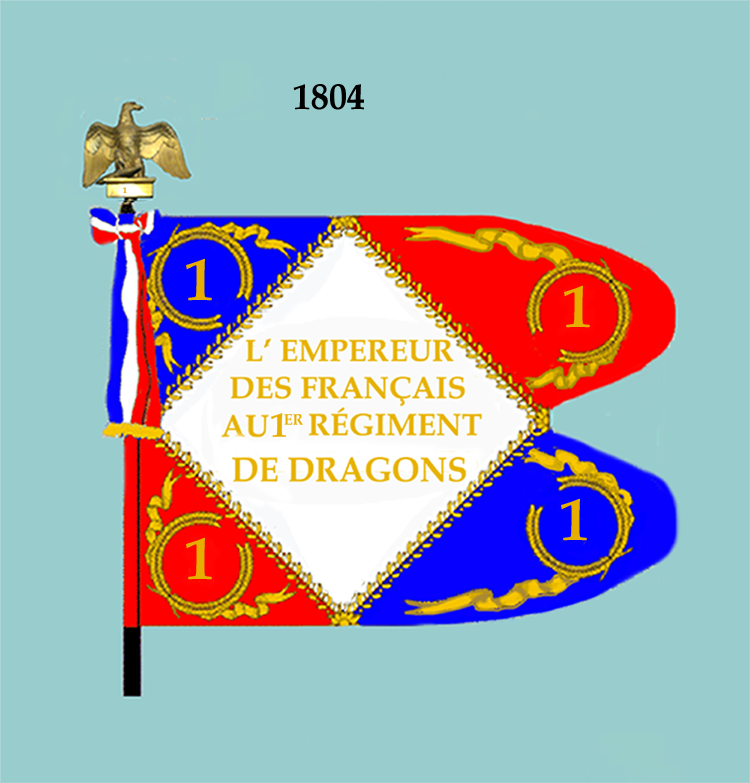
Étendard modèle 1804 avers
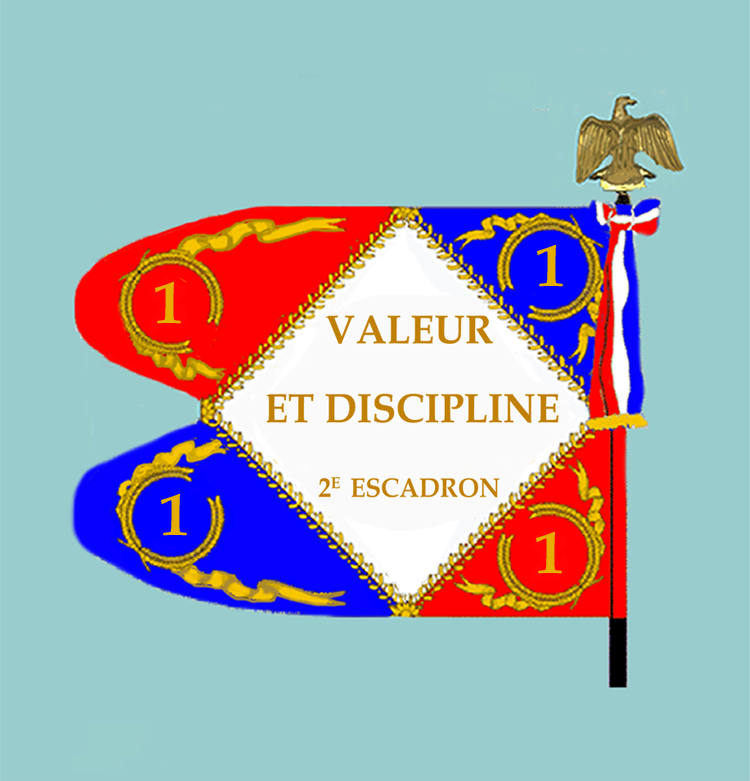
Etendard modèle 1804 revers

## Décorations
Sa cravate est décorée :
- de la croix de guerre 1914-1918 avec deux palmes, deux étoiles de vermeil et une étoile. d'argent (distinction du 1er groupe de chasseurs cyclistes) ;
- de la croix de guerre 1939-1945 avec une palme ;
- de la croix de guerre belge avec une palme.

- La Fourragère aux couleurs du ruban de la croix de guerre 1914-1918.

## Insigne
- L'insigne du 1er dragons représente un guidon d'azur portant le monogramme couronné du roi Louis XIV qui créa le régiment en 1656 et lui donna douze ans plus tard le titre de "Royal". L'échange de ce titre contre le numéro un, en 1791, inspire la devise inscrite dans le bas de l'insigne: "Royal d'abord, premier toujours". L'ensemble est complété par les lances des dragons de 1914 et l'étoile d'argent des dragons portés de 1939.

## Personnages célèbres ayant servi au1errégimentde dragons
- René-Louis de Girardin (1735-1808), capitaine, créateur des jardins d'Ermenonville, et auteur d'un essai important sur des jardins-paysages ;
- Pierre-François Palloy (1755-1835), entrepreneur de travaux publics, démolisseur de la Bastille ;
- Pierre Marie-Auguste Berruyer (1780-1816), général français, chef d'escadron en 1803 ;
- Louis Bossut (1873-1917), commandait le 3e escadron du 1er régiment de dragons en garnison à Joigny en 1913 ;
- Jean Renoir (1894-1979), cinéaste français, était dans le 3e escadron du 1er Dragons sous les ordres du capitaine Louis Bossut; sciemment ou non, il a pris celui-ci comme modèle dans La Grande Illusion pour le rôle du  « capitaine de Boëldieu » ;
- Bernard Fuchs (1916-2005), général français, Compagnon de la Libération, y a effectué son service militaire en 1938.

### Sources et bibliographie
- Historiques des corps de troupe de l'armée française (1569-1900), Ministère de la Guerre, Paris, Berger-Levrault, 1900
- Général Andolenko, Recueil d'historique de l'arme blindée et de la cavalerie, Paris, Eurimprim, 1968
- Général Suzane, Histoire de la cavalerie française, vol. 3, Paris, Dumaine, 1874
- 1er régiment de dragons. Historique : campagne contre l'Allemagne de 1914 à 1919, 20 p., lire en ligne sur Gallica.
- Jean du Moulin de Labarthète, Des Seigneurs pour une guerre - l'épopée du 1er Régiment de Dragons portés - 2° DLM (10 mai - 24 juin 1940), Préface du général (CR) Pierre Fayolle, vers 1990-92.
- Lt X. Gaignault, Historique du 1er régiment de dragons, 1656 - 1997, Paris, polyprint éditions, 1997.